# 에어포스 21
"에어포스 21"(Sonic Impact, 소닉 임팩트)은 미국에서 제작된 로드니 맥도널드 감독의 2000년 액션, 스릴러 영화이다. 브리타니 다니엘 등이 주연으로 출연하였다. 영화 프로젝트의 작업 중인 제목은 소닉 블라스트(Sonic Blast)였다.

## 출연

### 주연
- 브리타니 다니엘
- 멜 해리스
- 아이스-티
- 제임스 루소

### 조연
- 잭 맥스웰
- 알로마 라이트
- 로버트 커벡